# Giacomo Casserini
Giacomo Casserini (Locarno, 20 settembre 1990) è un hockeista su ghiaccio svizzero che gioca dalla stagione 2012-2013 nella Lega Nazionale B con l'HC Ajoie.

## Carriera

### Club
Giacomo Casserini inizia la sua carriera nel settore giovanile dell'Hockey Club Ambrì-Piotta a partire dalla stagione 2006-2007, mentre nella stagione successiva si trasferisce per un breve periodo in prestito all'HC Ascona.

Nel campionato 2008-2009 Casserini fa il suo esordio assoluto in Lega Nazionale A, concludendo la stagione con 6 incontri disputati. Nello stesso anno passa in prestito al GDT Bellinzona, mentre nella stagione 2009-2010 gioca 5 partite in Lega Nazionale B con l'EHC Basel.

Ormai titolare fisso nella compagine leventise, nella stagione 2011-2012 Casserini mette a segno la sua prima rete in LNA contro il SC Bern.. Al termine della stagione 2012-13 si trasferisce in Lega Nazionale B con la maglia dell'HC Ajoie.

### Nazionale
Con le rappresentative giovanili della Svizzera Casserini vanta in totale 21 apparizioni, tutte in incontri amichevoli.

## Palmarès
- Coppa Svizzera: 1

Ajoie: 2019-2020
- Lega Nazionale B: 1

Ajoie: 2015-2016